# Herakleidas (Graveur)
Herakleidas (῾Ηρακλείδας) war ein antiker griechischer Ringgraveur bzw. Goldschmied, der im 2. Jahrhundert v. Chr. in Unteritalien tätig war.
Er ist einzig durch seine nicht vollständig erhaltene Signatur ([῾ΗΡ]ΑΚΛΕΙΔΑC ΕΠΟΕΙ) auf einem Goldring aus Santa Maria Capua Vetere im Archäologischen Nationalmuseum Neapel (Inventarnummer 25085) bekannt. Dieser zeigt das Profilbild eines bartlosen Mannes, wahrscheinlich eines Römers, für den die Benennung Scipio vorgeschlagen wurde, jedoch ohne sich in der Wissenschaft durchsetzen zu können. Herakleidas ist einer der wenigen signierenden Ringgraveure des Hellenismus.